# Contra Heresias
Sobre a Detecção e Derrota da Assim Chamada Gnosis (em grego:  ἔλεγχος και άνατροπή της ψευδωνύμου γνώσεως), frequentemente chamado de Contra Heresias (Latim:Adversus haereses, em grego:  κατὰ αἱρέσεων), é um trabalho em 5 volumes escrito por Ireneu de Lyon no século II d.C. Por conta de sua afirmação de que Eleutério era então o bispo de Roma, o trabalho é normalmente datado em 180 dC. Apenas fragmentos do original em grego sobreviveram[a], mas uma cópia completa de uma tradução para o latim em madeira, feita logo após a publicação do original grego chegou até nossos dias. Os livros IV e V também sobreviveram numa tradução literal para o armênio.
No texto, Ireneu identifica e transcreve diversas escolas do gnosticismo e contrasta suas crenças com as que ele chama de "cristianismo ortodoxo", ou seja, o cristianismo não herético. O objetivo de Contra Heresias era refutar os ensinamentos de vários grupos gnósticos.

## Motivo

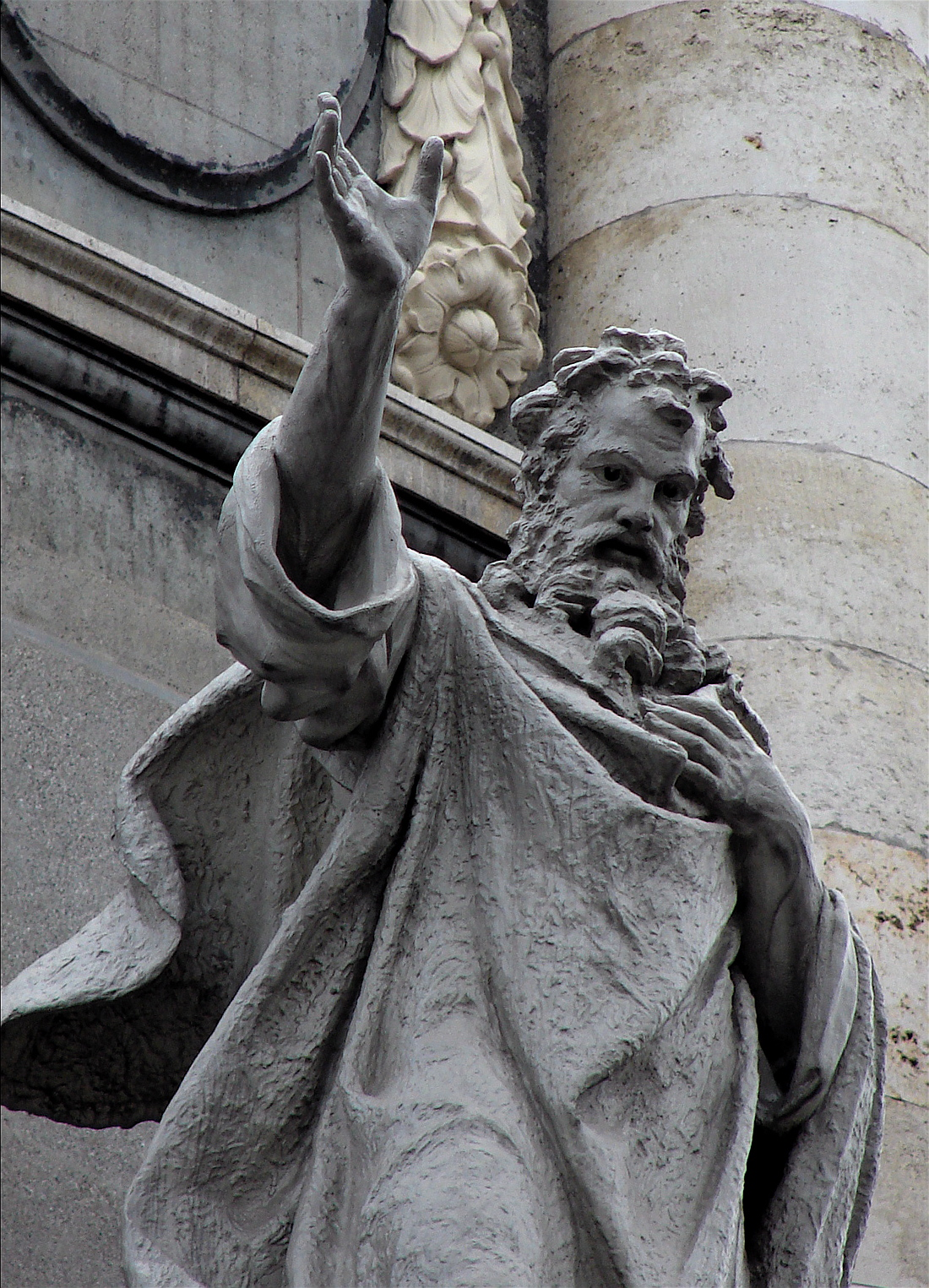
Ireneu de Lyon

Existem diversas teorias sobre por que Ireneu escreveu o livro. Aparentemente, alguns comerciantes Gregos começaram uma campanha de discursos elogiando a busca da "Gnosis" durante o período em que Ireneu foi bispo. Outra popular teoria afirma que um grupo de gnósticos conhecidos como valentinianos permaneceram no seio da Igreja primitiva, participando das celebrações regulares, apesar de suas idéias radicalmente diferentes. Dizia-se também que os gnósticos se encontravam secretamente, à parte das atividades regulares da Igreja, para discutir o "conhecimento secreto" e as escrituras que o suporta. Como bispo, Ireneu se sentiu obrigado a manter os valentinianos sob vigilância e resguardar a Igreja deles. Para cumprir esta obrigação, Ireneu se educou e se informou sobre as doutrinas e tradições gnósticas, o que o levou, finalmente, a compilar este tratado.
Parece contudo que a principal razão para Ireneu empreender este tratado foi que ele sentiu que os Cristãos, principalmente das províncias romanas da Ásia e na região da Frígia, precisavam de sua proteção contra os Gnósticos, pois eles não tinham muitos bispos para supervisionar e ajudar a manter problemas como este sob controle (provavelmente apenas um bispo era designado para um conjunto de comunidades). Logo, por causa da distância entre Ireneu (que estava na província ocidental Romana da Gália, em Lugduno) e a comunidade cristã ortodoxa da Ásia, ele concluiu que escrever este tratado seria a melhor forma de dar-lhes orientação.
Até a descoberta da Biblioteca de Nag Hammadi em 1945, Contra Heresias era a melhor descrição do Gnosticismo como era no tempo do cristianismo primitivo.

## Principais argumentos

### Trindade

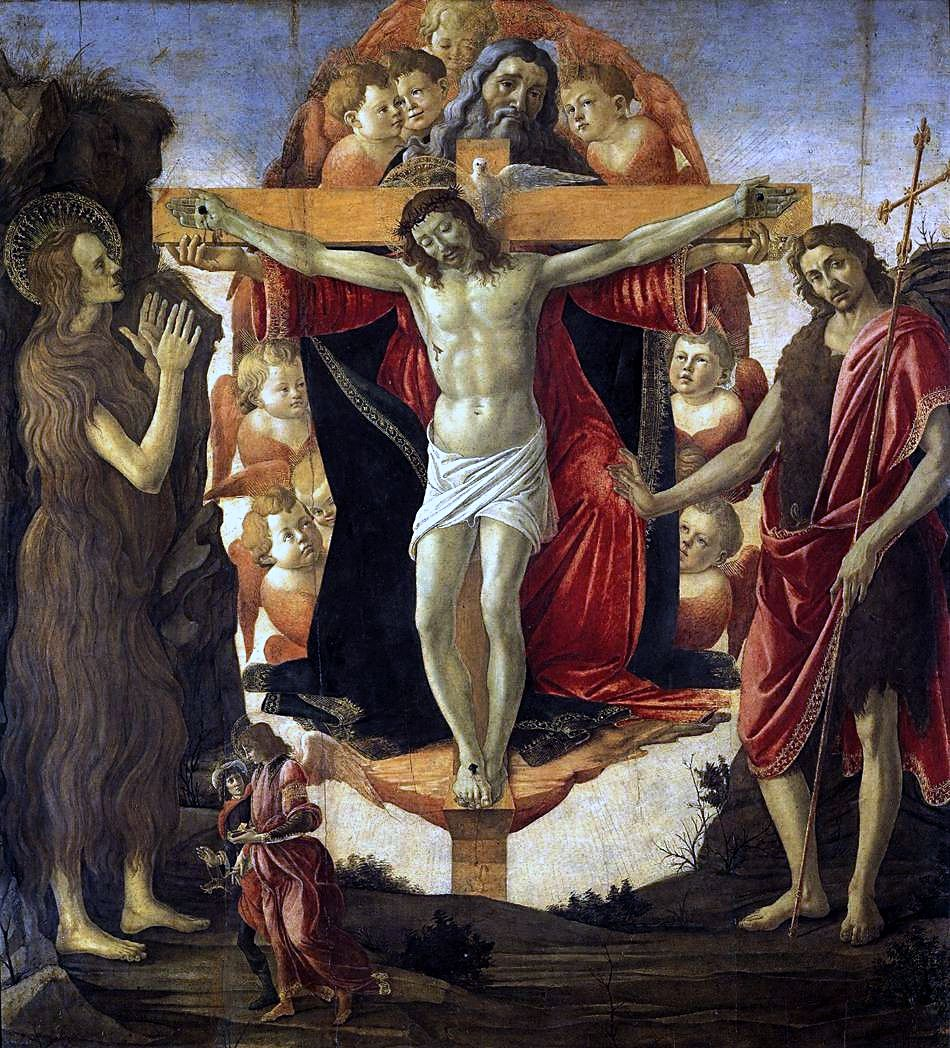
Trindade, de Sandro Botticelli

Ireneu se refere ao Verbo como o "Filho" que, segundo ele, "esteve sempre com o Pai", o que não necessariamente se opõe à visão Unitarista de Deus. Ireneu afirma que "O Pai está sobre todas as coisas" seguindo a frase de Cristo: Pois o Pai é maior do que Eu sou (João 14:28). "O Pai, portanto, foi declarado distinto pelo nosso Senhor no que diz respeito ao conhecimento". Em seguinda, ele deixa mais claro: "O Pai está verdadeiramente sobre todos e Ele é a Cabeça de Cristo;mas o Verbo atravessa todas as coisas e É a Cabeça da Igreja". De qualquer maneira, seus escritos foram citados por outros como provas de que os cristãos primitivos tinham uma visão "Binitária" (em contaste aos Unitários) ou Trinitárias, pois disse ele "...Não existe outro chamado Deus nas Escrituras exceto o Pai de tudo, e o Filho, e aqueles que aceitam".. Porém isto também pode ser entendido como as igrejas ensinando que Cristo e o Espírito Santo procedem somente do Pai, como é evidente nos ensinamentos de Ireneu sobre o Espírito Santo no mesmo trabalho. Estes ensinamentos foram depois enfatizados pelos teólogos Orientais utilizando as palavras de Ireneu: "O Espírito Santo e o Cristo sendo as mãos do Deus Pai, alcançando do infinito até o finito"

### Idade de Jesus
No Livro II, capítulo 22 do tratado, Ireneu afirma que o ministério de Jesus iniciou com o seu batismo, com 30 anos de idade, até pelo menos os 40 anos:
| “ | Do quadragésimo ao quinquagésimo ano, o homem começa a declinar em direção à velhice, que o nosso Senhor tinha quando Ele ainda exercia o cargo de Professor, como testemunham os Evangelhos e todos os anciãos; aqueles que eram familiares com João na Ásia, o discípulo do Senhor, (afirmando) que João lhes passou esta informação. E ele permaneceu com eles até os tempos de Trajano. Alguns deles, não viram somente João, mas outros apóstolos também, e ouviram o mesmo relato e são testemunhas [validade do] relato. Em quem devemos acreditar? | ” |
|   | — Ireneu, Adversus Haereses. |   |

Argumentos contra esta afirmação apontaram para a seção 3 do mesmo capítulo, que fala de um ministério de três anos, iniciando aos 30 anos:
| “ | Mas é um assunto de grande admiração como pode ter acontecido que, enquanto afirmando que encontraram os mistérios de Deus, eles não examinaram os Evangelhos para certificar quantas vezes após o Seu batismo o Senhor viajou, na época da Páscoa Judaica, para Jerusalém, de acordo com as práticas dos judeus de todas as terras, de todos os anos se reunirem neste período em Jerusalém e lá celebrar a festa da Páscoa. | ” |
|   | — Ireneu, Adversus Haereses. |   |

Esta mesma seção prossegue contando as três vezes em que Jesus esteve em Jerusalém após o seu batismo e termina assim: "...Ele ceiou a Páscoa lá e sofreu no dia seguinte".

### Citações da Bíblia
Ireneu cita livremente da maior parte do Cânone do Novo Testamento, mas também dos trabalhos não cânonicos I Clemente e o Pastor de Hermas. Porém, ele não faz nenhuma referência a Epístola a Filémon, II Pedro, III João e nem à Epístola de Tiago - quatro das menores epístolas.

"Ora digo isto, irmãos, que a carne e o sangue não podem herdar o  

reino dos céus, nem a corrupção herdar a incorrupção"

I Coríntios 15:50

Mark Jeffrey Olson diz que I Coríntios 15:50 é citado muito mais do que qualquer outro versículo das cartas paulinas em Contra Heresias. Ele escreve que a razão disto é que Ireneu "acreditava que este versículo seria a chave da batalha entre a exegética sobre Paulo sendo travada entre os gnósticos valentinianos e os cristãos católicos". Tanto Ireneu quanto os Valentinianos usavam este verso para tentar provar sua direta relação com o Apóstolo Paulo. Os dois lados discordavam totalmente  na suas avaliações a respeito do mundo material e ambos procuravam mostrar que a sua posição representava a de Paulo. Olson afirma também que de acordo com Ireneu, este importante versículo era utilizado pelos gnósticos para mostrar que "o trabalho de Deus não será salvo", o que estava em conformidade com suas crenças de que o mundo material era maligno.
Os Gnósticos Valentinianos acreditavam que Cristo e Jesus eram dois entes distintos temporariamente unidos (veja Docetismo). Eles também aderiam à crença de que antes da Crucificação, Jesus deixou seu corpo. Assim, eles acreditavam que Jesus não tinha realmente um corpo físico e portanto não teria tido uma ressurreição física, mas uma espiritual. A interpretação correta, segundo Ireneu seria utilizar "carne e sangue" neste versículo para se referir aos "iníquos que não herdarão o reino por causa das suas obras malignas da carne".